# اینو تاداتاکا
اینو تاداتاکا (به ژاپنی: 伊能 忠敬 Inō Tadataka); (۱۱ فوریهٔ ۱۷۴۵ – ۱۷ مهٔ ۱۸۱۸) یک بازرگان اهل ژاپن بود.او اولین کسی بود که توانست اولین نقشه واقعی کشور ژاپن را بکشد. او برای کشیدن این نقشه ۱۷ سال تمام وقت گذاشت و با پیاده روی در طول ژاپن اولین نقشه حقیقی کشورش را کشید.